# Benedikt Pauli
Benedikt Pauli (* 7. März 1490 in Wittenberg; † 3. April 1552 ebenda) war ein deutscher Rechtswissenschaftler.

## Leben
Benedikt Pauli immatrikulierte sich im Stiftungssemester (dem ersten Semester der jüngst gestifteten Hochschule) 1502/03 an der Universität Wittenberg, der Hochschule seiner Heimatstadt. Im Frühjahr 1505 wurde er Baccalaureus der artistischen Fakultät und entschloss sich unter Henning Göde für ein Studium der Rechtswissenschaften. Am 25. April 1515 wurde er Baccalaureus der Rechte, im Sommersemester 1521 avanciert er zum Lizentiaten des Zivilrechts, woraufhin er eine Stelle als Advocatus pauperum am Hofgericht in Leipzig erhielt.
Nachdem Otto Beckmann die Universität verlassen hatte, übertrug man ihm zunächst von 1523 bis 1524 die Vorlesungen über die Institutionen, daneben übernahm für Justus Jonas der Ältere nach Johannes Schwertfeger die Lektion über kanonische Rechte, wobei er für das Substitut 20 Gulden jährlich erhielt. Nachdem Johann Apel endgültig die Professur für kanonisches Recht übernommen hatte, behielt Pauli weiterhin die Professur für die Institutionen, wozu er zunächst aus Universitätsmitteln 14 Gulden und ab September 1525 20 Gulden Einkünfte aus dem Syndikat der Wittenberger Schlosskirche bezog.
Dies steigerte sich im Oktober des gleichen Jahres auf 40 Gulden, was unter anderem wieder mit neuen Aufgaben verbunden war. So wurden seine Verpflichtungen am kurfürstlichen Hof so umfangreich, dass er sich mit Sebaldus Münsterer einen Gehilfen anstellte. Nachdem man das Hofgericht nach Wittenberg verlegt hatte, war er dort als Beisitzer tätig. Im Oktober 1529 promovierte er zum Doktor der Rechte, verpflichtete 1531 Konrad Mauser als seinen Stellvertreter und wurde vornehmlich für die Amtsgeschäfte am kursächsischen Hofe und in Wittenberger Ratsangelegenheiten verwendet.
So nahm er am Konvent in Schmalkalden 1537 teil und zeigte sich dort als leidenschaftlicher Gegner Roms. Nach dem Übergang der sächsischen Kurwürde von Ernestinern den zu den Albertinern, setzte er seine Lehrtätigkeit wieder fort. Während seiner akademischen Tätigkeit war er unter anderem im Wintersemester 1526/27 und 1548/49 Rektor der Wittenberger Hochschule. Für die Stadt Wittenberg war er 1524/25 Vorsteher des gemeinen Kastens, 1529, 1532 und 25 wurde er Bürgermeister. Pauli, der sich bei den Kirchenvisitationen des sächsischen Kurkreises bewährt hatte, wurde mit der Errichtung des kirchlichen Konsistoriums beauftragt und war einer der ersten Beisitzer am Wittenberger Konsistorium. Nach seinem Tod widmete ihm Philipp Melanchthon eine poetische Grabschrift, die ihn deutlich als einen wichtigen Begleiter der Reformation zeigt. Häufig erscheint sein Name in den Briefen der Reformatoren.

## Familie
Mit seiner Frau Anna Rothe († 21. August 1547) besaß er ein Haus in der Brüdergasse und galt durch Anteile an Bergwerken als wohlhabend. Aus ihrer Ehe sind mehrere Kinder hervorgegangen. Mehrere Kinder überlebten ihn, drei davon waren bei seinem Tod noch nicht volljährig.
- Paul Pauli († 1533)
- Dorothea Pauli († 5. Februar 1537)
- Benedikt Pauli († 1550)
- Eyphrosyne Pauli ⚭ mit dem Juristen Michael Teubner, er erwarb 1554 dessen Wohnhaus, zu dem auch ein Garten und ein Weinberg gehörten.
- Elisabeth Pauli ⚭ mit dem Mediziner Joachim Strupp.[3]
- Johann[es] Pauli (* 1546; † 20. März 1616), studierte in Wittenberg, wurde 1574 in den Rat aufgenommen und war 1587 Bürgermeister.[4] ⚭ 1. im Jahr 1568 mit Catharina (geborene Mässigk; † 11. Oktober 1576), Tochter des Stadtschreibers Georg Mässigk, 2. im Jahr 1578 mit Magaretha (gebporene von Zülsdorf). Stephan Wild war sein Schwager.[5]